# Sistema aislado
En ciencias físicas, un sistema aislado es uno de los siguientes: 
1. Un sistema físico tan alejado de otros sistemas que no interactúa con ellos.
2. Un sistema termodinámico encerrado por paredes rígidas inamovibles a través de las cuales ni la masa ni la energía pueden pasar.

Aunque está sujeto internamente a su propia gravedad, generalmente se considera que un sistema aislado está fuera del alcance de las fuerzas gravitatorias externas y otras fuerzas de largo alcance. 
Esto puede contrastarse con lo que (en la terminología más común utilizada en termodinámica) se llama un sistema cerrado, encerrado por paredes selectivas a través de las cuales la energía puede pasar como calor o trabajo, pero no importa; y con un sistema abierto, en el que tanto la materia como la energía pueden entrar o salir, aunque puede tener paredes impermeables en partes de sus límites. 

## Propiedades

Propiedades de los sistemas aislados, cerrados y abiertos en el intercambio de energía y materia.

Un sistema aislado obedece la ley de conservación de la materia y energía, permaneciendo constante. Muy a menudo, en termodinámica, la masa y la energía se tratan como conservadas por separado. 
Debido al requerimiento de encerramiento y la casi ubicuidad de la gravedad, los sistemas estrictamente e idealmente aislados no ocurren realmente en experimentos o en la naturaleza. Aunque son muy útiles, son estrictamente hipotéticos.
La termodinámica clásica generalmente se presenta como postulando la existencia de sistemas aislados. También se presenta generalmente como el fruto de la experiencia. Obviamente, no se ha informado de la experiencia de un sistema idealmente aislado. 
Sin embargo, es fruto de la experiencia que algunos sistemas físicos, incluidos los aislados, parecen alcanzar sus propios estados de equilibrio termodinámico interno. La termodinámica clásica postula la existencia de sistemas en sus propios estados de equilibrio termodinámico interno. Este postulado es una idealización muy útil. 
En el intento de explicar la idea de un enfoque gradual del equilibrio termodinámico después de una operación termodinámica, con el aumento de la entropía de acuerdo con la segunda ley de la termodinámica, el teorema H de Boltzmann utilizó ecuaciones, que suponían que un sistema (por ejemplo, un gas) estaba aislado. Es decir, se podrían especificar todos los grados mecánicos de libertad, tratando los muros que los encierran simplemente como condiciones límite de espejo. Esto condujo a la paradoja de Loschmidt. Sin embargo, si se considera el comportamiento estocástico de las moléculas y la radiación térmica en paredes de cerramiento reales, entonces el sistema está en efecto en un baño de calor. Entonces, la suposición de Boltzmann sobre el caos molecular puede justificarse. 
El concepto de un sistema aislado puede servir como un modelo útil que se aproxima a muchas situaciones del mundo real. Es una idealización aceptable utilizada en la construcción de modelos matemáticos de ciertos fenómenos naturales; por ejemplo, los planetas del Sistema Solar y el protón y el electrón en un átomo de hidrógeno a menudo se tratan como sistemas aislados. Pero, de vez en cuando, un átomo de hidrógeno interactuará con la radiación electromagnética y pasará a un estado excitado. 
A veces las personas especulan sobre el "aislamiento" para el universo en su conjunto, pero el significado de tal especulación es dudoso. 

## Aislamiento radiativo
Para el aislamiento radiativo, las paredes deben ser perfectamente conductoras, a fin de reflejar perfectamente la radiación dentro de la cavidad, como por ejemplo Planck imaginó. 
Estaba considerando el equilibrio radiativo térmico interno de un sistema termodinámico en una cavidad inicialmente desprovista de sustancia. No mencionó lo que imaginaba que rodeaba sus paredes perfectamente reflectantes y, por lo tanto, perfectamente conductoras. Presumiblemente, dado que son perfectamente reflectantes, aíslan la cavidad de cualquier efecto electromagnético externo. Planck sostuvo que para el equilibrio radiativo dentro de la cavidad aislada, necesitaba haber agregado a su interior una mota de carbono.
Si la cavidad con paredes perfectamente reflectantes contiene una cantidad suficiente de energía radiativa para mantener una temperatura de magnitud cosmológica, entonces la mota de carbono no es necesaria porque la radiación genera partículas de sustancia, como por ejemplo pares de electrones-positrones, y por lo tanto alcanza equilibrio termodinámico 
Balian adopta un enfoque diferente. Para cuantificar la radiación en la cavidad, imagina que sus paredes aislantes de radiación son perfectamente conductoras. Aunque no menciona la masa en el exterior, y parece por su contexto que pretende que el lector suponga que el interior de la cavidad está desprovisto de masa, sí imagina que algún factor provoca corrientes en las paredes. Si ese factor es interno a la cavidad, puede ser solo la radiación, que se reflejaría perfectamente. Sin embargo, para el problema del equilibrio térmico, considera las paredes que contienen partículas cargadas que interactúan con la radiación dentro de la cavidad; tales cavidades, por supuesto, no están aisladas, pero pueden considerarse como en un baño de calor. 